# Fimbria tenuis
Fimbria tenuis is een rondwormensoort. De wetenschappelijke naam van de soort is voor het eerst geldig gepubliceerd in 1894 door Cobb.